# Baal-Eser II
Baal-Eser II (846–841 a.  C.), también conocido como Balbazer II y Ba'l-mazzer I, fue un rey de Tiro, hijo de Itobaal I.
La información primaria relacionada con Baal-Eser II proviene de la cita de Flavio Josefo del autor fenicio, Menandro de Éfeso, en Contra Apión i.18. Aquí se dice que "Itobalus, el sacerdote de Astarté...fue sucedido por su hijo, Badezorus (Baal-Eser), quien vivió cuarenta y cinco años, y reinó seis años; fue sucedido por Matgenus (Matán I), su hijo." 
Baal-Eser reinó en la cima de la influencia tiria en los asuntos del Levante mediterráneo. Durante su reinado, su hermana Jezabel fue reina de Israel, y su sobrina, Atalía, reina de Judá por un tiempo, creando una zona de influencia tiria inigualable en cualquier periodo de su historia.
Tiro no es mencionado como oponente de Salmanasar III en la Batalla de Qarqar de 853 a.  C., pero doce años después, en 841 a.  C., el hijo de Ihobaal, Baal-Eser II, rindió tributo al monarca asirio, en el año 18 de su reinado (841 a.  C.). Jehú de Israel pagó tributo por el mismo tiempo, como se muestra en el Obelisco negro. La mención del tributo de Baal-Eser a Salmanasar ha jugado un importante papel en la revisión al alza de 11 años de las fechas de los reinados de los sucesores de Baal-Eser, Matán I y Pigmalión. En consecuencia, las fechas dadas aquí están de acuerdo con el trabajo de Frank Cross y otros especialistas, que toman el año de 825 a.  C. como la fecha en que Dido huyó de su hermano Pigmalión, después de lo cual, fundó la ciudad de Cartago en 814 a.  C..